# Piorella maai
Piorella maai är en insektsart som beskrevs av Evans 1972. Piorella maai ingår i släktet Piorella och familjen dvärgstritar. Inga underarter finns listade i Catalogue of Life.